# Lindsaea versteegii
Lindsaea versteegii är en ormbunkeart som först beskrevs av Christ, och fick sitt nu gällande namn av Cornelis Rugier Willem Karel van Alderwerelt van Rosenburgh. Lindsaea versteegii ingår i släktet Lindsaea och familjen Lindsaeaceae. Inga underarter finns listade.